# محجوب عثمان
محجوب عثمان (1926-2010) هو سياسي سوداني.

## النشأة
ولد محجوب عثمان في العام 1926م في حي بيت المال، وكان والده معلماً وإهتم بتعليمه درس في خلوة الفكي عبد الرحمن تم انتقل مع والده إلى مدرسة دبيرة في حلفا، ثم مدرسة العباسية ثم التحق في المرحلة الوسطى للدراسة بمدرسة أم درمان الأهلية.

## بدايات عمله بالصحافة
تم اعتقال محجوب عثمان في مظاهرات الجمعية التشريعية عام 1948 ببورتسودان وجاء الخرطوم، وعمل بجريدة الراى العام محرراً إلى أن أصبح مساعد رئيس تحريرها عام 1952. وفي العام 1953ودخل محجوب عثمان في العمل بصحيفة الأيام كشريك في شراكة بينه وبين كل من بشير محمد سعيد ومحجوب محمد صالح اسس دار الايام للنشر والتي صدر عنها صحيفة «الأيام» بالعربية وصحيفة«ذي مورنينج نيوز» بالإنجليزية، ومجلة «الحياة» الأسبوعية.
ومن أشهر اسهاماته الصحفية عمود معالم في الطريق ووجهات نظر بصحيفة الاتحاد الإماراتية

## مناصب تقلدها
كان وزير الإرشاد القومي في السودان عام 1969. وسفيراً للسودان في أوغندة ورواندا وبوروندي.رئيسا لتحرير صحيفة الايام 
اختاره الرئيس المخلوع جعفر النميري سفيرا في اوغنده لكن مجموعة من الضباط قاموا بحركة يوليو1971 بقيادة هاشم العطا وفي اتصال هاتفي من لندن من بابكر النور أحد قادة الثورة طلب من محجوب عثمان العودة إلى الخرطوم ليكون وزيرا للخارجية للنظام الجديد غير انه سرعان ما سقطت فبلغه النبأ فغير وجهته من نيروبى الخرطوم إلى نيروبى لندن  وهكذا غادر محجوب عثمان إلى لندن ثم إلى براغ حيث عمل لسنوات في اتحاد الصحافة العالمى  وظل الراحل في تشيكوسولوفاكيا معارضا للنظام حتى اصدر النميرى عفوا عاما عن معارضيه طالبا منهم العودة إلى البلاد في مصالحة وطنية اثر فشل محاولة اسقاطه عسكريا بواسطة الجبهة الوطنية في الأول من يوليو76 .وتم اعتقاله فور وصوله.
بعد سقوط النميرى في انتفاضة مارس أبريل المجيدة عاد محجوب عثمان للعمل مجددا في صحيفة الأيام التي عاودت الصدور من جديد، عاد كرئيس ثان للتحرير بجانب بشير محمد سعيد، ومحجوب محمد صالح يكتب عموده معالم في الطريق حتى انقلاب الإنقاذ في يونيو 1986 فاختفى محجوب عن الانظار وخرج عبر الصحراء إلى مصرعلى قدميه من امدرمان حتى حلفا وحيداً ملم يتبق له من الزاد القليل الذي يحمله نصف رغيف من الخبز وعلبة مربي، وظل علي هذا الحال لمدة أسبوع، وكان قد وصل الي النيل فعاش علي الماء فقط، وعندما لاحت له بيوت حلفا كان في حالة مزرية، ومنها إلى مصر ليلتحق هناك بالمعارضة ويسهم في تكوين التجمع الوطنى الديمقراطى.

## وفاته
في صبيحة ذكرى ثورة اكتوبر في العام 2010م رحل الصحفي المناضل محجوب عثمان محمد خير -بعد صراع طويل مع المرض العضال - وا لذى طوع نفسه وفكره وقلمه لقضايا الوطنية واصبح علماً من أعلام الصحافة والسياسة السودانية